# لياقة بدنية

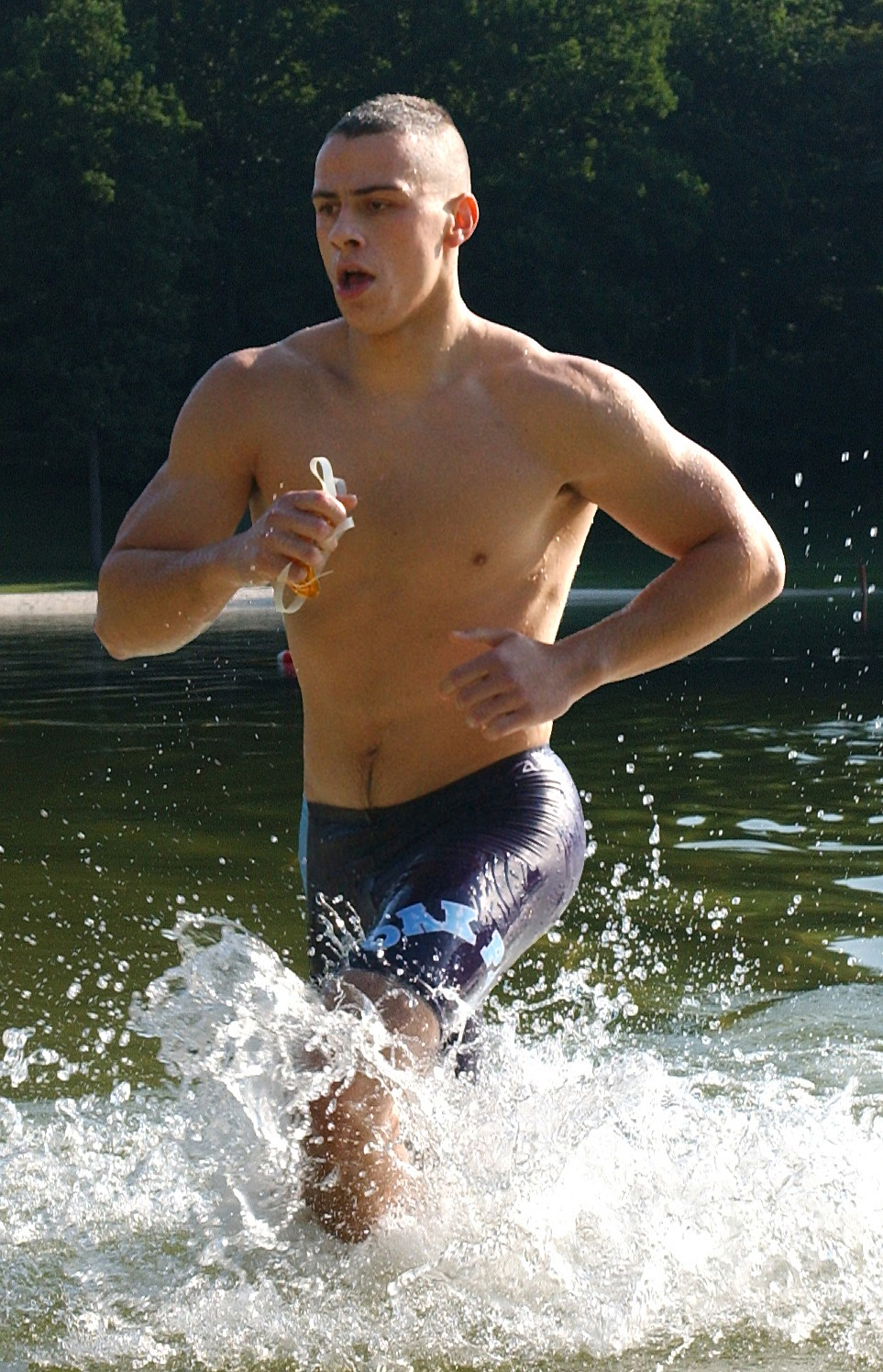
اللّياقة البدنية هي السّمة المطلوبة للخدمة في جميع القوات العسكرية تقريبا.

اللياقة البدنية هي مستوى الحالة البدنية التي يعتمد عليها الإنسان الرِياضي في مكونات اللّياقة البدنية الخاصة برياضته والتي تقاس بأجهزة القياس والاختبارات العلمية ومقارنتها بالمستوى الأمثل أو عبارة عن قدرة الفرد وكفاءته البدنية للقيام بدوره في الحياة دون إجهاد أو تعب.
تنقسم اللياقة البدنية إلى قسمين:
- اللياقة العامة (الصحة والرفاهية).
- اللياقة الخاصة (يعتمد تعريفها على أساس القدرة على تنفيذ جوانب محددة من الرياضة أو أي وظيفة أخرى).

وتتحقق اللياقة البدنية عادة من خلال التغذية الطبيعية الصحيحة، ممارسة التمارين، والراحة الكافية.
وقد عرفت اللياقة في السنوات السابقة بالقدرة على القيام بالأنشطة اليومية دون تعب مفرط، غير أن التغيرات في أنماط الحياة عقب الثورة الصناعية وزيادة أوقات الترفيه تجعل هذا التعريف غير كاف  في هذه الأيام، تعتبر اللياقة البدنية مقياس لقدرة الجسم على العمل بكفاءة وفاعلية في أنشطة العمل وأوقات الترفيه، لتكون صحية، ومقاومة لأمراض نقص الحركة، ومواجهة الحالات الطارئة.
العناصر الأساسية للياقة البدنية هي: المرونة، والإطالة، والسرعة، والقوة العضلية، والرشاقة، والقدرة العضلية، والتوازن، والدقة، والتحمل العضلي، والتحمل الدوري التنفسي، وأخيرًا التوافق.

## أهمية اللياقة البدنية
أهميتها من الناحية الاجتماعية، ومن الناحية الصحية، ومن الناحية النفسية والتنمية العقلية.

### من الناحية الاجتماعية
تتيح للفرد اكتساب الخبرات الاجتماعية التي تساعد كثيرًا في تكوين شخصيته، وتشبع فيه شعور الانتماء للجماعة وتنمي القيم الاجتماعية والخلقية السليمة، وتزيد من تفاعله في المجتمع إذا ما اتصف للياقته البدنية العالية. ومن القيم الاجتماعية التي يمكن للفرد اكتسابها من خلال ممارسة الأنشطة الرياضية: الروح الرياضية، التعاون، القيادة، الانضباط، المتعة، المواطنة الصالحة، العلاقات الاجتماعية، الطاعة، النظام.

### من الناحية الصحية
تعمل اللياقة البدنية على تحسين الصحة العامة، فتزيد من السعة الحيوية للرئتين، وتزيد من حجم القلب فيعمل بدقات أقل وباقتصاد، وتطور الجهاز العضلي، وتقلل من الأمراض المنتشرة وخاصة أمراض القلب والإفراط في السمنة. كما تعمل اللياقة البدنية على تحسين القوام والتركيب الجسمي المتناسق والسيطرة على الوزن. وتساعد على بناء شخصية جذابة.

### من الناحية النفسية
تتيح للفرد الفرص المتعددة كي يمتلك القدرة على التعبير عن نفسيته، وعلى تنمية التحكم في الانفعالات التي تمكنه من حسن التصرف في المواقف الحرجة. كما تعمل على تكوين الشخصية المتزنة والمتصفة بالشمول والتكامل، والاتزان النفسي والسرور والنجاح والرضا.

### التنمية العقلية
تعمل الأنشطة الرياضية على إكساب الأفراد القيم والخبرات والمفاهيم المعرفية التي تمكن اكتسابها من خلال ممارسة الأنشطة، وتعمل الأنشطة الرياضية على تطوير المهارات والعمليات العقلية المختلفة كالفهم والتطبيق والتحليل والتركيب والإدراك والتصور والانتباه والتفكير.

## عناصر اللياقة البدنية المرتبطة بالأداء الحركي

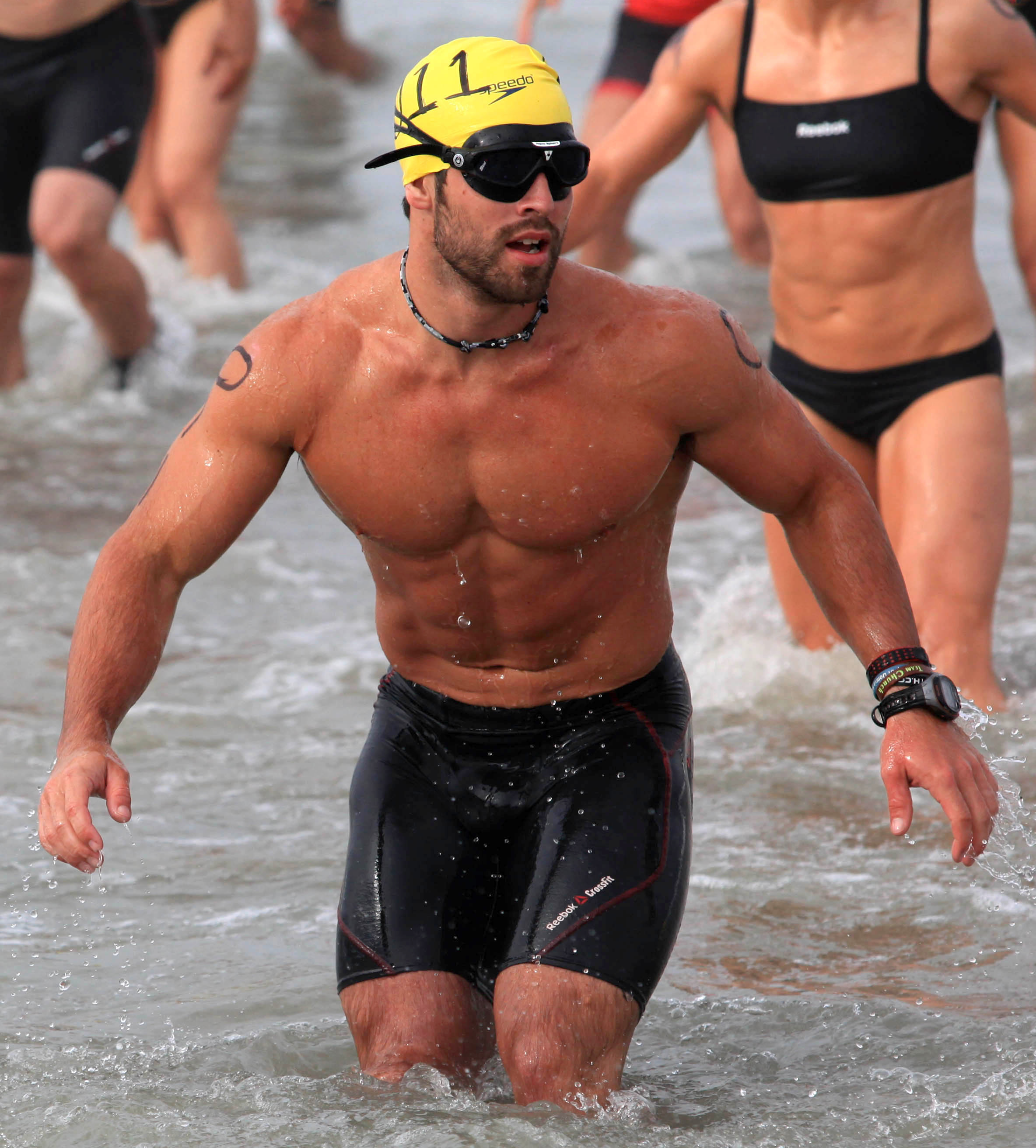
اللياقة البدنية يمكن اكتسابها بالتدريب الرياضي.

- القوة العضلية: وهي القدرة على بذل أقصى طاقة ممكنة للعضلة العوامل المؤثرة فيها حجم العضلة وعدد الألياف العضلية ومطاطية العضلات ونوع الألياف العضلية والعوامل النفسية.
- السرعة: وهي أداء أي نشاط بدني في أقصر وقت ممكن العوامل المؤثرة فيها نوع الألياف العضلية والتوافق العضلي العصبي والقوة العضلية ومطاطية العضلة وقوة الإرادة.
- المرونة: وهي قدرة الفرد على أداء نشاط حركي في أوسع مدى تسمح له العضلة العوامل المؤثرة فيها قدرة مفاصل الجسم على الحركة الجيدة ومطاطية العضلات والتدريب المستمر والمنظم.
- الرشاقة: وهي قدرة الفرد على تغيير اتجاه جسمه على الأرض أو الهواء في أقل زمن ممكن العوامل المؤثرة فيها سلامة الجهاز العصبي والقدرة العضلية ونوع النشاط البدني وسرعة الاستجابة.
- التوازن: وهو القدرة على الاحتفاظ بالجسم من السقوط لأطول فترة ممكنة العوامل المؤثرة فيها سلامة الجسم العضوية قاعدة الاتزان وارتفاع مركز الثقل وخط الجاذبية الأرضية والعوامل النفسية.
- التوافق العضلي العصبي: وهي قدرة الفرد على دمج مجموعة من الحركات في وقت واحد، والعوامل المؤثرة فيها التوافق العام وهي الحركات التي يؤديها الإنسان بشكل يومي، والتوافق الخاص وهي التي تتطلب تدريب على نوع معين من الحركات.

## كيفية قياس اللياقة البدنية المرتبطة بالصحة
في الفقرات التالية سنلقي الضوء باختصار على كيفية قياس اللياقة البدنية المرتبطة بالصحة، وبدء باللياقة القلبية التنفسية وثم التركيب الجسمي وانتهاء باللياقة العضلية الهيكلية.

### قياس اللياقة القلبية التنفسية
تعد اللياقة القلبية التنفسية من أهم عناصر اللياقة البدنية المرتبطة بالصحة وذلك لعلاقتها الوثيقة بالإمكانية الوظيفية للجهاز الدوري التنفسي، ويمكن تعريفها على أنها قدرة الجهاز القلبي التنفسي على أخذ الأكسجين من الهواء الخارجي بواسطة الجهاز التنفسي، ثم نقله بواسطة القلب والأوعية الدموية ومن ثم استخلاصه من قبل خلايا الجسم، وخاصة العضلات لتوفير الطاقة اللازمة للانقباض العضلي، ويتم قياس اللياقة القلبية التنفسية بطريقة مباشرة في المختبر، وذلك بتعريض المفحوص إلى جهد بدني متدرج حتى التعب مع قياس غازات التنفس ثم تحديد أقصى استهلاك للأكسجين لديه كما يمكن تقديرها بطريقة غير مباشرة، من خلال اختبارات ميدانية من أهمها قياس الزمن اللازم لقطع مسافة محدودة جرياً ومشياً وعادة ما تكون هذه المسافة من كيلومتراً واحداً إلى 3 كيلومترات، معتمداً ذلك على نوع الاختبار المستخدم والعينة المراد قياس لياقتها البدنية، والإمكانات المتوافرة والوقت المتاح.

### قياس اللياقة العضلية الهيكلية
تتمثل هذه اللياقة في كل من القوة العضلية والتحمل العضلي والمرونة المفصلية، ويمكن استخدام اختبارات معملية أو ميدانية لقياس هذا النوع من اللياقة البدنية، ومن الاختبارات الميدانية الشائعة لقياس القوة العضلية اختبار الضغط بالذراعين من وضع الانبطاح المائل أو بالشد للأعلى بواسطة العضلة كمؤشر على قوة عضلات الذراعين والحزام الصدري، كما يمكن استخدام قوة القبضة كمؤشر على القوة العضلية أما التحمل العضلي فيتم قياسه عادة باختبار الجلوس من الرقود مع ثني الركبتين ولمدة دقيقة كمؤشر على قوة عضلات البطن وتحملها، وتستخدم لقياس المرونة المفصلية اختبارات مباشرة وأخرى غير مباشرة ومن الاختبارات غير المباشرة وأكثرها شيوعاً وسهولة اختبار مد الذراعين من وضع الجلوس مستخدمين صندوق المرونة.

### قياس التركيب الجسمي
يتركب الجسم إجمالاً من أجزاء شحمية وأخرى غير شحمية، وتشمل الأجزاء غير الشحمية العضلات التي تمثل النسبة الكبرى من الأجزاء غير الشحمية والعظام والأنسجة الضامة والماء والمعروف أن زيادة الشحوم لدى الفرد أمراً غير مرغوب فيه، حيث ترتبط هذه الزيادة في الشحوم ارتباطاً إيجابياً بالعديد من الأمراض كما ترتبط ارتباطاً سلبياً مع الأداء البدني ويحتاج جسم الإنسان إلى حد أدنى من الشحوم تقدر بحوالي 5% لدى الرجال وحوالي 12% لدى النساء، أما النسب المثالية لشحوم الجسم لدى الرجال في مرحلة الشباب فتكون من 10 إلى 18% من وزن الجسم وللنساء من 15 إلى 23% من وزن الجسم أما إذا زادت نسبة الشحوم عن 25% من وزن الجسم لدى الرجال أو عن 32% لدى النساء، فتعد نسبة الشحوم مرتفعة سمنة أو بدانة ويتم قياس نسبة الشحوم بطريقة ميدانية وأخرى معملية ومن أكثر الطرق الميدانية شيوعاً لقياس نسبة الشحوم في الجسم استخدام مقياس سمك طية الجلد في مناطق معينة من الجسم للاستدلال على كمية الشحوم الموجودة تحت الجلد والتي تعد مؤشراً لشحوم الجسم عامة ويمكن استخدام مقاييس طية الجلد بحد ذاتها كمعايير مستقلة للسمنة أو البدانة لدى الفرد أو تحويل هذه المقاييس إلى نسب شحوم باستخدام معادلات حسابية تنبؤيه مخصصة لهذا الغرض ويتطلب قياس سمك طية الجلد تدريباً جيداً وخبرة حتى يمكن إجراء القياس بدقة وثبات ولهذا يلجأ البعض عند عدم توفر الخبرة والتدريب الكافي إلى استخدام مؤشر كمؤشر للسمنة ويتم حساب مؤشر كتلة الجسم من خلال (Body Mass Index) كتلة الجسم قسمة الوزن بالكيلوغرام على مربع الطول بالمتر وهذا المؤشر سهل الاستخدام ولا يتطلب أدوات ولكنه ليس مؤشراً دقيقاً جداً للسمنة أو البدانة لأنه يعد مؤشراً لتناسب الوزن والطوب فقط وبالتالي فهو لا يصلح كمؤشر للبدانة للذين يمتلكون كتلة عضلية كبيرة مثل رياضيي بناء الأجسام أو للأطفال والناشئين في فترة طفرة النمو حيث الزيادة الملحوظة في الطول وفي الوزن وبشكل عام يعد مؤشر كتلة الجسم في الحدود المناسبة للفرد البالغ إذا تراوح من 20 إلى 24.9 كجم/م أما إذا بلغ من 25 إلى 29.9 كجم/م 2 فيشير ذلك إلى زيادة في الوزن، وإذا زاد عن 30 كجم/م2 فإن ذلك مؤشراً على وجود بدانة وإذا كان أعلى من 40 كجم/م2 فيعني بدانة عالية مفرطة أما مقاييس مؤشر كتلة الجسم لمن هم دون 18 سنة فلا يوجد اتفاق حولها لكنها من المؤكد دون مقاييس الراشدين، أما النساء فنسبه الدهون تبلغ 15٪.

## تنمية عناصر اللياقة البدنية المرتبطة بالصحة
قبل التطرق إلى كيفية تنمية عناصر اللياقة البدنية المرتبطة بالصحة؛ لا بد أولاً من التأكيد على ضرورة مراعاة أسس التهيئة البدنية؛ أو الإعداد البدني، ومن هذه الأسس أو القواعد قاعدة التدرج، وتعني التدرج في شدة النشاط الممارس، وفي مدته وفي تكرارها الأسبوعي؛ فالتدرج ليس ضرورياً فقط لمنع حدوث الإصابة نتيجة للإجهاد الحاصل على الجسم) بل هو مطلب مهم حتى يمكن تنمية الصفة المراد تطويرها بشكل سليم ومقنن، فإذا أردنا تنمية التحمل الدوري التنفسي من خلال التمرينات الهوائية المشي أو الهرولة مثلاً فلا بد من البدء بشدة منخفضة ثم زيادة المدة بالتدريج حتى الوصول إلى المدة المطلوبة وهكذا أما إذا أردنا تنمية القوة العضلية فيمكن البدء بمقاومة محدودة ثم بعد فترة من الزمن زيادتها وهكذا بالنسبة للتكرار من الضروري أيضاً عند تنمية القوة العضلية والتحمل العضلي البدء بالعضلات الكبرى من الجسم أولاً ثم العضلات الصغرى وعمل تناوب بين عضلات الجزء العلوي من الجسم وعضلات الجزء السفلي منه عند إجراء التمرينات البدنية كما لا بد من إجراء الإحماء العام للجسم من خلال تمرينات توظف عضلات كبرى من الجسم مثل المشي أو الهرولة أو التمرينات السويدية للعضلات الكبرى من الجسم مع عدم إغفال تمرينات الإطالة قبل ثم بعد التدريب ومن الأسس المهمة التي يجب مراعاتها عند تنمية اللياقة البدنية قاعدة زيادة العبء والتي تعني أنه لا بد من زيادة جرعة التدريب أما الشدة أو المدة أو التكرار أو مزيج منها حتى يمكن إحراز تقدم في العنصر المراد تطويره مثلاً لزيادة التحمل الدوري التنفسي بعد فترة من التدريب يلزم زيادة الشدة قليلاً مع مراعاة قاعدة التدرج وتجدر الإشارة هنا إلى أنه لا يلزمنا التدريب عند شدة مرتفعة جداً للحصول على الفوائد الصحية، ذلك أن زيادة حجم التدريب فوق حد معين سواء بالشدة أو بالمدة وبالتكرار قد تقود إلى ارتفاع احتمالات الإصابات الهيكلية والعضلية والمفصلية للفرد أنظر الفقرات الخاصة بالشدة المستهدفة.

## تنمية اللياقة القلبية التنفسية
لتنمية اللياقة التنفسية أو التحمل الدوري التنفسي، كما تسمى أحياناً لابد من الالتزام المنتظم بنوعية من الأنشطة البدنية مع الممارسة عند شدة محددة ولمدة محددة وبتكرار محدد

### نوعية النشاط البدني
لتنمية اللياقة القلبية التنفسية لابد للنشاط البدني الممارس أن يكون هوائياً والنشاط الهوائي هو ذلك النشاط الذي يأخذ طابعاً إيقاعياً ويمارس بشدة معتدلة دون الشدة القصوى ويمكن للفرد من الاستمرار في ممارسته فترة من الزمن بدون أن يوقفه الإجهاد البدني وتسمى الرياضات الهوائية بذلك الاسم نظراً لأنه يتم أثناء ممارستها استخدام الأكسجين من قبل خلايا الجسم في حرق الوقود بغرض إنتاج الطاقة اللازمة لانقباض العضلات أي أن الطاقة المستخدمة قادمة من مصدر هوائي أو أكسجيني وليس لأنها تمارس في الهواء الطلق كما هو شائع خطأً لدى البعض ومن أمثلة الأنشطة الهوائية المشي السريع والهرولة والجري للذين لياقتهم البدنية مرتفعة والسباحة ونط الحبل وركوب الدراج الثابتة والعادية والمشاركة في ألعاب مثل كرة القدم وكرة السلة وكرة اليد والأسكواش والتنس والريشة
الطائرة.

### شدة الممارسة
لتنمية اللياقة القلبية التنفسية لابد للنشاط البدني الممارس أن يكون عند شدة محددة هذه الشدة تكون لدى البالغين حسب التوصيات الحديثة للكلية الأمريكية للطب الرياضي على النحو التالي:
- عند شدة تعادل 65%   من ضربات القلب القصوى 90 ؛ ويمكن للمبتدئين ومنخفضي اللياقة البدنية البدء بشدة تعادل 55 % من ضربات القلب القصوى ويتم تقدير ضربات القلب القصوى من خلال المعادلة التقريبية التالية 220 العمر بالسنوات أو عند شدة تعادل 50% 85  ضربة/ الدقيقة من احتياطي ضربات القلب القصوى.

يمكن للمبتدئين ومنخفضي اللياقة البدنية البدء بشدة تعادل 40 % من احتياطي ضربات القلب القصوى واحتياطي ضربات القلب القصوى يساوي ضربات القلب القصوى مطروحاً منها ضربات القلب في الراحة.
- والطريقة الثانية أكثر دقة من الطريقة الأولى لأنها تأخذ في الاعتبار ضربات القلب فالراحة التي تتفاوت لدى الأفراد تبعاً للياقة البدنية والعمر.

مثال باستخدام الطريقة الأولى شخص عمره 20 سنة ويرغب في ممارسة الهرولة لتحقيق اللياقة القلبية التنفسية ويريد معرفة الحد الأدنى من ضربات القلب التي عليه أن يحققها.
- نقدر ضربات قلبه القصوى

220 العمر

200 ضربة / ق = 220 - 20
- نحسب الحد الأدنى من ضربات القلب المستهدفة، وهو 65 % من ضربات قلبه القصوى

130 ضربة / ق = 65/ 100× 200

إذن عليه أن يمارس الهرولة عند شدة ترفع ضربات قلبه إلى 130 ضربة/ق أو أكثر لتنمية اللياقة
القلبية التنفسية.
مثال باستخدام الطريقة الثانية:
شخص عمره 20 سنة ويرغب في ممارسة رياضة الدراجات لتنمية اللياقة القلبية التنفسية
علماً أن ضربات قلبه في الراحة تبلغ 80 ضربة/ق.
- 1 نقدر ضربات قلبه القصوى

20 – العمر ( بالسنوات)
200 ضربة / ق = 220 - 20
- 2 نحسب احتياطي ضربات قلبه القصوى:

ضربات قلبه القصوى ضربات قلبه في الراحة
120 ضربة / ق = 200 - 80
- 3 نحسب الحد الأدنى من ضربات القلب المستهدفة وهو 50 % من احتياطي ضربات قلبه القصوى

60 ضربة / ق = 50% × 120
- 4 نضيف ذلك إلى ضربات قلبه في الراحة

140 ضربة / ق = 80 + 60
إذن عليه أن يمارس ركوب الدراجة عند شدة ترفع ضربات قلبه إلى 140 ضربة / ق أو أكثر لتنمية اللياقة القلبية التنفسية
واستخدام النسبة إلى ضربات القلب القصوى أو إلى احتياطي ضربات القلب القصوى إجراء سهل يمكن لأي شخص القيام به حيث يتطلب فقط معرفة كيفية قياس
ضربات القلب بواسطة تحسس النبض عند منطقة الشريان الكعبري عند رسغ اليد أو الشريان السباتي على جانبي الرقبة لمدة 10 ثواني ثم ضرب الناتج في 6 لنحصل على معدل ضربات القلب في الدقيقة. والغرض كما أشرنا سابقاً هو أن تكون شدة الممارسة للنشاط البدني الهوائي كافية لتحقيق الفائدة القلبية التنفسية، والتي يمكن تسميتها هنا بضربات القلب المستهدفة أي التي نهدف للوصول إليها.

### مدة الممارسة وتكرارها
في الحقيقة لا توجد مدة قارة لممارسة تمارين اللياقة البدنية، لأنها تختلف من شخص لأخر حسب عدة عوامل أهمها مدى قدرة الشخص على التحمل وما هي أهدافه من التمارين، فبحسب توصية الطبيب "Dr. Mike Clark" بموقع sharecare المتخصص بالصحة فانه ينصح الأشخاص الراغبين في الحفاظ على رشاقتهم بالتمرن لمدة تتراوح بين 15 و 30 دقيقة كحد أقصى في اليوم لمدى أربعة أيام إلى 5 بالأسبوع، و هذا سيساعدهم على تحسين اللياقة البدنية والقلبية التنفسية الخاصة بهم، أم لكلية الأمريكية للطب الرياضي فتنصح الراغبين في الحصول على لياقة بدنية بالتمرن لمدة 20 دقيقة يمكن تقسيمها إلى فترتين مدة كل فترة 10 دقائق على الأقل وبالتالي الحصول على الفوائد نفسها الممكن الحصول عليها من العشرين دقيقة المستمرة أي أن الفوائد تعد تراكمية وهذا مما يسهل على الأفراد الذين ليس لديهم ساعة كاملة في اليوم مثلاً أن يقوموا بتجزئة ممارسة النشاط البدني إلى فترتين كل فترة تصل إلى 30 دقيقة أما التكرار المطلوب فهو من 3- 5 أيام في الأسبوع وللحفاظ على الفوائد الصحية لممارسة النشاط البدني فمن الضروري الانتظام في الممارسة على أن الإخفاق في أداء تدريب بدني في أحد الأيام بعد اكتساب اللياقة القلبية التنفسية لن يؤثر كثيراً عليها كما أن خفض حجم التدريب البدني مدة التدريب وعدد مراته مع بقاء الشدة يقود إلى المحافظة على اللياقة القلبية التنفسية بعد اكتسابها لمدة تتراوح من 5 - 15 أسبوعاً معتمداً ذلك على مقدار الخفض ومستوى اللياقة القلبية التنفسية قبل الخفض.
متى يزول التكيف بعد التوقف عن التدريب البدني؟ المقصود بالتكيف الفسيولوجي هو تلك التغيرات التي تحدث لتركيب الجسم أو وظائف أجهزته نتيجة لممارسة النشاط البدني أو التدريب البدني المنتظم والمعروف أن التوقف عن ممارسة النشاط البدني لمدة أسبوعين، يؤدي إلى حدوث انخفاضاً ملموساً في
اللياقة القلبية التنفسية ويزداد هذا الانخفاض في الوظائف الفسيولوجية المكتسبة كلما ازدادت فترة التوقف أما التوقف عن ممارسة النشاط البدني لمدة شهرين فأكثر فيؤدي إلى فقدان مجمل التكيف الفسيولوجي في الكفاءة القلبية التنفسية وبالتالي فمن الضروري مراعاة هذه الأسس الفسيولوجية للتكيف وفقدان التكيف عند إعادة تأهيل اللياقة القلبية التنفسية للذين توقفوا لفترة نتيجة للإجازة أو للإصابة والتعامل معهم كمبتدئين تتم مراعاة مستويات اللياقة القلبية التنفسية المنخفضة لديهم تبعاً لفترة التوقف.

### تنمية اللياقة العضلية الهيكلية
تشمل اللياقة العضلية الهيكلية المرتبطة بالصحة كل من عنصر القوة العضلية والتحمل العضلي والمرونة المفصلية والمعروف أن هناك عدداً من الشواهد العلمية تشير إلى أهمية هذه العناصر للصحة، وخاصة صحة وسلامة وظائف الجهاز العضلي الهيكلي.

### تنمية القوة العضلية والتحمل العضلي
من الضروري أن تشمل تدريبات القوى العضلية مراعاة قاعدتي التدرج وزيادة العبء والتنويع تناوب بين تمرينات الجزء العلوي من الجسم والجزء السفلي منه والبدء دائماً بالعضلات الكبرى ثم الصغرى ويمكن تنمية القوة العضلية والتحمل العضلي من خلال إجراء التمرينات السويدية كوسيلة لتحقيق ذلك حيث يتم في كثير من الأحيان استخدام وزن الجسم أو الطرف المراد تنميته كمقاومة أما في حالة توفر أجهزة تدريب القوة العضلية والتحمل العضلي أجهزة التدريب بالأثقال فهي جيدة وأكثر أماناً من الأثقال الحرة ويمكنها تحفيز الممارس على الاستمرار في الممارسة أنظر الملحوظة حول تدريب الأثقال لدى الأطفال والناشئين لاحقاً كما يمكن استخدام الكرات الطبية أيضاً كوسيلة لتقوية عضلات الجسم وزيادة تحملها ولأجل تنمية القوة العضلية والتحل العضلي بغرض الصحة فيعتقد أن مجموعة جرعة واحدة من التدريب كافية، وتكون بمعدل من 8 تكررا إلى 12 تكراراً لكل مجموعة عضلية على أن يتم ممارستها من 2 - 3 أيام في الأسبوع.